# 20 000 mil podmorskiej żeglugi (film 1954)
20 000 mil podmorskiej żeglugi (ang. 20,000 Leagues Under the Sea) – amerykański film fabularny z 1954 roku w reżyserii Richarda Fleischera z Kirkiem Douglasem w jednej z głównych ról. Jest to adaptacja filmowa znanej powieści fantastyczno-przygodowej Dwadzieścia tysięcy mil podmorskiej żeglugi francuskiego pisarza Juliusza Verne’a.

## Fabuła
Akcja toczy się w XIX wieku. Pewnego dnia pojawiają się informacje o groźnym morskim potworze, który powoduje uszkodzenia lub całkowite zatopienia statków. Profesor Pierre Aronnax z Muzeum Oceanografii w Paryżu wraz ze swoim oddanym lokajem - Conseilem otrzymują od rządu Stanów Zjednoczonych propozycję podróży na okręcie wojennym do Sajgonu w celu potwierdzenia bądź zaprzeczenia istnienia potwora. Mężczyźni zgadzają się i wkrótce wyruszają w rejs. Na pokładzie statku poznają Kanadyjczyka - Neda Landa.

## Obsada
- Kirk Douglas – Ned Land
- J.M. Kerrigan – Billy
- Peter Lorre – Conseil
- James Mason – Kapitan Nemo
- Robert J. Wilke – Pierwszy oficer na Nautilusie
- Ted de Corsia – Kapitan Farragut
- Harry Harvey – Ticket Agent
- Eddie Marr – Shipping Agent
- Paul Lukas – Profesor Pierre Aronnax, narrator

## Nagrody
- 1954 – Oskar
  - Najlepsze efekty specjalne
  - Najlepszy montaż (nominacja)
  - dla Johna Meehana w kategorii najlepsza scenografia